# Simira
Planta rubiácea do Brasil (Psichotria simira), de lenho vermelho com propriedades tintórias.